# Isandrus cicatricosus
Isandrus cicatricosus är en insektsart som beskrevs av Rehn, J.A.G. 1929. Isandrus cicatricosus ingår i släktet Isandrus och familjen torngräshoppor. Inga underarter finns listade i Catalogue of Life.